# Domprel
Domprel är en kommun i departementet Doubs i regionen Bourgogne-Franche-Comté i östra Frankrike. Kommunen ligger i kantonen Pierrefontaine-les-Varans som tillhör arrondissementet Pontarlier. År 2022 hade Domprel 173 invånare.

## Befolkningsutveckling
Antalet invånare i kommunen Domprel
Referens:INSEE